# Мексиканска пигмейска гърмяща змия
Мексиканската пигмейска гърмяща змия (Crotalus ravus) е вид змия от семейство Отровници (Viperidae).

## Разпространение
Видът е разпространен само в планините на Мексико на надморска височина от 1490 до малко над 3000 метра. Ареалът му включва югоизточната част на Мексиканското плато във високите части на Мексико, Морелос, Тласкала, Пуебла, Веракрус, Оахака и Сиера Мадре дел Сур в Гереро.